# Abre Campo
Abre Campo é um município brasileiro do estado de Minas Gerais. Localizado a uma altitude de 548 metros e a 216 quilômetros da capital, sua população recenseada em 2022 era de 13 927 habitantes.

## História
O primeiro conquistador e povoador dos Sertões de Abre-Campo foi José do Vale Vieira que ali recebeu sesmaria em 1755. Outros exploradores aí se fixaram e, por provisão de 15 de outubro de 1741, o bispo, Dom Frei João da Cruz criou a freguesia com o título de Santa Ana e Senhora do Rosário da Casa da Casca.
Para a adoção do topônimo Abre-Campo existem duas versões. Uma delas conta que, na época da penetração dos bandeirantes, esteve naquela região um português de nome Marco, que com seus companheiros brandiam contra os troncos das árvores exclamando em altas vozes. “Abre-Campo! Abre-Campo!”. Noutra versão, a origem do nome é devida a tribo indígena denominada Cataxós ou Catoxés, que em língua indígena significa Abre-Campo.
Desde 1734, a mando do conde das Galveias, Matias Barbosa da Silva, um dos abridores da picada de Goiás, passou ali numa bandeira com 70 homens e mais 50 escravos para atacar os botocudos. Passou pelas Escadinhas da Natividade e fundou o Presídio efêmero de Abre-Campo.
Em 1770 houve um litígio com o vigário de São José da Barra Longa, mas o arraial se reconstituiu.

### Fundação do distrito e emancipação
Em 1.º de julho de 1850, por meio da lei provincial nº 471, foi criado o distrito de Abre Campo, subordinado ao município de Ponte Nova. Em 1889, o distrito foi elevado à categoria de vila e desmembrado de Ponte Nova, por força da lei provincial nº 3.712, de 27 de julho daquele ano. Três anos depois, a vila chegou à condição de cidade, graças à lei estadual nº 23, de 24 de maio de 1892.

## Religião
Religião no município de Abre Campo segundo o censo de 2010.
| Religião       | %    |
| -------------- | ---- |
| Catolicismo    | 87,0 |
| Protestantismo | 11,7 |
| Outras         | 0,4  |
| Sem Religião   | 0,9  |

## Abre-campenses notórios
- Eduardo Costa
- Victor & Leo
- José Henrique Lisboa Rosa